# Women’s Top Volley International
Women’s Top Volley International oder kurz Top Volley war ein dreitägiges Frauen-Volleyballturnier, welches jährlich am 27. Dezember in Basel begann. Zu diesem Turnier wurden jeweils sechs der weltbesten Frauen-Volleyballmannschaften eingeladen. Das Turnier war seit 1992 für die Zuschauer kostenlos.
Gegründet wurde der Anlass 1989 durch den damaligen Volleyball-Trainer der Universität Basel, Peter Nonnebroich. Bis 1991 nahmen vier Mannschaften teil, und bis 1993 wurde in der kleinen Halle der St. Jakobshalle gespielt – danach jeweils in der grossen Halle.
Beste Schweizer Mannschaft ist Volero Zürich mit zwei Turniersiegen. Der Racing Club de Cannes hat bis 2014 18 Mal teilgenommen und dabei sechs Mal gesiegt.
Im Dezember 2016 wurde berichtet, dass es weiterhin zu schwierig sei, genügend Sponsoren aufzutreiben. Das Turnier wurde 2015 abgesagt, zur gleichen Zeit fand die Olympiaqualifikation statt. Ebenso wurde das Top Volley im Jahr 2016 nicht durchgeführt. Ein Wiederaufleben des Turniers ist unwahrscheinlich.